# 惨劇館-ブラインド-
『惨劇館-ブラインド-』は、ホラーコミック界を代表する古賀新一、伊藤潤二、御茶漬海苔の3人が、各々の代表作を自らのメガホンで実写化した「古潤茶」プロジェクトの第3弾。
御茶漬海苔が原作・脚本・監督を務めた日本映画。主演は、逢沢りな・とっきー・高田宏太郎。
劇場公開日は、2011年8月27日。

## ストーリー
怪我がきっかけで歩けなくなり、引きこもりになってしまった桜は、住んでいる団地の自室ブラインドから外を眺めることが日課となっていた。そんなある日の夜、偶然、ブラインドの隙間から殺人事件を目撃してしまう。
殺人事件の犯人は、自分の姉の恋人の浩司ではないかと疑い始める桜であったが、姉は子どもの頃から妄想に取り憑かれていた桜のことを相手にしない。
そんな中、また次の殺人がおこる…

## 登場人物
- 逢沢りな
- とっきー
- 高田宏太郎
- TORICO
- 伊藤花りん
- 海藤純
- 田村義晃
- 大澤真一郎

## スタッフ
- 監督・原作・脚本 - 御茶漬海苔
- 監督補・編集 - 山口洋輝
- VFXスーパーバイザー - 小田一生
- 美術 - 最上勝司
- 録音 - 高田伸也、鈴木明彦
- 特殊造形・メイク - 奥山友太
- 特殊造型・特殊メイク監修 - 西村喜廣
- 衣装・メイク - 岩崎奈都子
- MA・音響効果 - 村上一久
- 助監督 - 谷口昌史
- 企画協力・脚本協力 - 辻友貴
- 撮影 - 栗山進太郎
- 音楽 - 浜口祐夢、川本盛文
- 制作プロダクション - アルチンボルド、フレッシュハーツ
- 制作協力 - 御茶工房
- 企画協力 - スタジオハードデラックス
- 製作 - ジェネオン・ユニバーサル・エンターテイメント

## Blu-ray / DVD
2011年9月2日発売。発売・販売元は株式会社オールインエンタテインメント。